# Runaway (Janet Jackson-dal)
A Runaway Janet Jackson amerikai pop- és R&B-énekesnő első kislemeze Design of a Decade 1986/1996 című válogatásalbumáról. Egyike a két új dalnak, ami szerepel az albumon (a másik a kislemezen később szintén megjelent Twenty Foreplay).
A dalban ázsiai, indiai és afrikai hatás érvényesül. A Runaway nagyban hasonlít Janet korábbi könnyed, vidám hangvételű dalaihoz, például az Escapade-hez és a Whoops Now-hoz. Arról szól, hogy Janet bejárja az egész világot; a dalban említett helyek közt szerepel Nairobi, Toszkána, Ausztrália, Mexikó, Párizs és Spanyolország.

## Videóklip és remixek
A Runaway videóklipjét Marcus Nipsel rendezte. Janet New York-i lakásában kezdődik; az énekesnő besétál a nappaliba, leteszi a kutyáját a földre, majd kimászik egy ablakon, egy telefonpóznán landol, majd hatalmas lépésekkel az egész világot bejárja; felismerhető többek közt India, Kína, Egyiptom, Toszkána, Párizs, Ausztrália is. Ezután visszamászik a lakásába, ahol kutyája üdvözli.
A klip volt a legújabb, ami felkerült az albummal egy időben kiadott Design of a Decade 1986/1996 DVD-re.
Számos remix készült a dalhoz, némelyikben Coolio rappel. Egyes kislemezeken Janet 1986-os slágerének, a When I Think of You-nak is szerepelnek új remixei.

### Hivatalos remixek listája
| - G. Man’s Club Mix (3:51) - G. Man’s Hip Hop Extended Mix (4:21) - G. Man’s Hip Hop Mix w/ rap ft. Coolio (4:14) - G. Man’s Hip Hop Mix w/o rap (3:41) - J.A.M. Sessions Mix (3:39) - Jam & Lewis Ghetto Mix (4:54) - Jam & Lewis Street Mix Edit (3:23) - Junior’s Chant Mix (9:20) - Junior’s Factory Dub (6:57) - Junior’s Factory Mix (9:08) - Junior’s Tribal Dub (4:39) - Junior’s Tribal Mix (4:39) | - Junior’s Radio Mix (3:42) - Junior’s Unplugged Mix (3:39) - Indasoul Mix (3:38) - Kelly’s “Bump & Run” Edit (4:31) - Kelly’s “Bump & Run” Mix (8:08) - Maestro 95th & Ashland House Dub (6:06) - Silk’s House Mix (6:58) - Silk’s Housy Mix (6:54) - Silk’s Old Skool 12" (4:56) - Silk’s Old Skool Radio/A/C Remix (4:11) - Torin’s Chicago Mix (8:45) - Torin’s Chicago Underground (4:34) |

## Változatok
CD kislemez (USA)
1. Runaway (LP Version) (3:36)
2. Runaway (Junior’s Factory Mix) (9:06)
3. When I Think of You (Extended Morales House Mix '95) (7:43)
4. When I Think of You (Heller & Farley Project Mix) (10:48)
5. Runaway (Junior’s Unplugged Mix) (3:40)

CD kislemez (Ausztrália)
1. Runaway (Junior’s Unplugged Mix) (3:42)
2. Runaway (Junior’s Radio Remix) (3:44)
3. Runaway (G.Man’s Hip Hop Mix feat. Coolio) (4:14)
4. Runaway (G.Man’s Hip Hop Mix) (3:41)

Kazetta (USA)
1. Runaway (G.Man’s Hip Hop Mix feat. Coolio) (4:14)
2. Runaway (Silkvs Old Skool Radio Mix) (4:12)
3. Runaway (Jam & Lewis Street Mix Edit) (3:24)
4. Runaway (G.Man’s Hip Hop Extended) (4:21)
5. Runaway (LP Version) (3:35)

## Helyezések
| Slágerlista (1995)                              | Legmagasabb helyezés |
| ----------------------------------------------- | -------------------- |
| USA Billboard Hot 100                           | 3                    |
| USA Billboard Hot Dance Music/Club Play         | 8                    |
| USA Billboard Hot Dance Music/Maxi Single Sales | 2                    |
| USA Billboard Adult Contemporary                | 7                    |
| USA Billboard Hot R&B/Hip-Hop Singles & Tracks  | 6                    |
| USA Billboard Top 40 Adult Recurrents           | 7                    |
| USA Billboard Rhythmic Top 40                   | 3                    |
| USA Billboard Top Mainstream 40                 | 2                    |
| USA ARC Top 40                                  | 1                    |
| Ausztrál ARIA Top 50                            | 8                    |
| Brit kislemezlista                              | 6                    |
| Dél-afrikai kislemezlista                       | 9                    |
| Finn kislemezlista                              | 8                    |
| Francia kislemezlista                           | 25                   |
| Holland kislemezlista                           | 28                   |
| Kanadai kislemezlista                           | 2                    |
| Német kislemezlista                             | 39                   |
| Svájci kislemezlista                            | 24                   |
| Svéd kislemezlista                              | 25                   |
| Új-zélandi RIANZ kislemezlista                  | 3                    |